# Ebéjico
Ebéjico es un municipio de Colombia, localizado en la subregión Occidente del departamento de Antioquia, Limita por el norte con los municipios de Santa Fe de Antioquia, Sopetrán y San Jerónimo, por el este con los municipios de San Jerónimo y Medellín, por el sur con los municipios de Heliconia y Armenia y por el oeste con el municipio de Anzá. Su cabecera está a una distancia de 42 kilómetros de la ciudad de Medellín, capital del departamento de Antioquia. Su extensión es de 235 kilómetros cuadrados. La principal vía de acceso al municipio es por medio del túnel de occidente Luis Fernando Gómez Martínez que conecta con el Medellín.

## Historia
Antes de la llegada de los conquistadores, el Valle del hoy municipio de Ebéjico estaba poblado por las tribus aborígenes Ebéjicos y Peques, ambos grupos de la familia de los Nutabes.
En 1595, don Gaspar de Rodas, tras vencer a los naturales, procedió a adjudicar las tierras de Ebéjico a los vencedores, y a encomendar los indígenas al capitán Manuel López Bravo. Ya en 1830, el caserío llevaba el original nombre de “La Comunidad”.
En 1833, por orden del gobernador Juan de Dios Aranzazu, se creó la parroquia con el nombre de Ebéjico, dado que el territorio fue habitado por la indómita tribu del mismo nombre. El gobernador Aranzazu erigió en distrito municipal a la Comunidad del Valle de Miraflores y la señaló como asiento del nuevo poblado (hoy Ebéjico).

## Generalidades
- Fundación: El 1 de noviembre de 1830
- Erección en municipio, 1833
- Fundador, José Cornelio Ospina
- Apelativo: Remanso de Paz, Gente de buena cosecha.

Ebéjico se comunica por carretera con los municipios de San Jerónimo, Medellín, Heliconia y Anzá.
El municipio tiene un 100%  del territorio en la cuenca del río Cauca  donde un 90% de las quebradas del municipio, fluyen a través del río Quebradaseca y un 10% especialmente en las veredas del corregimiento de Sevilla, lo hacen directamente al Cauca.

## División Político-Administrativa
Además de su Cabecera municipal. Ebéjico tiene bajo su jurisdicción los siguientes corregimientos (de acuerdo a la Gerencia departamental):
- El Brasil
- El Zarzal
- Guayabal
- La Clara
- Sevilla

## Vías de Acceso
La vía principal de acceso al municipio desde la ciudad de Medellín se encuentra en la carretera con dirección a Santafé de Antioquia, atravesando el Túnel de Occidente Fernando Gómez Martínez. Está conectada con la vía al mar, de los cuales 15 km son en carretera pavimentada y 4,3 km destapada. 
La ruta alterna es tomar la carretera al mar, saliendo por San Cristóbal, pasando por Boquerón y Palmitas hasta llegar al municipio. Otra ruta es tomando la salida de San Antonio de Prado, pasando por Heliconia.

## Demografía
Población Total: 12 158 hab. (2018)
- Población Urbana: 2 229
- Población Rural: 9 929

Alfabetismo: 81.0% (2005)
- Zona urbana: 91.6%
- Zona rural: 78.8%

### Etnografía
Según las cifras presentadas por el DANE del censo 2005, la composición etnográfica del municipio es: 
- Mestizos & Blancos (99,6%)
- Afrocolombianos (0,4%)

## División administrativa
- Corregimientos[5]
  - El Brasil
  - Guayabal
  - La Clara
  - Sevilla
  - El Zarzal

- Veredas[5]
  - Alto del Brasil
  - Blanquizal
  - Campo Alegre
  - Chachafruta
  - Comunidad
  - El bosque
  - El Cedro
  - El Retiro
  - El Saibo
  - Fátima
  - Filo de los Arboledas
  - Filo de San José
  - Holanda
  - Jaramillo
  - Juan Vaquero
  - La Esmeralda
  - La Quiebra
  - La Renta
  - Llano de Santa Bárbara
  - Los Arenales
  - Los Pomos
  - Murrapal
  - Nariño
  - Quirimará Placitas
  - Quirimará Rodeo
  - Santander
  - Socorro

## Economía
- Agricultura: caña, plátano, café, maíz, hortalizas y frutales
- Ganado de ceba y lechero
- crianza a gran escala de cerdos
- Trapiches
- Comercio.

Ebéjico es un distrito tradicionalmente productor de panela.
Dentro de la cabecera municipal se tiene un amplio desarrollo comercial. 

## Fiestas
- Fiestas de la Caña y del Retorno, en octubre
- Fiesta Paisa
- Semana Santa en marzo o abril.

## Sitios de interés
- Quebradas de La Clara, Cibará y Perico
- Quebrada Juan Ramos
- Caídas de agua en las quebradas de Pocuná, La Llorona y Chachafruto, en el corregimiento de Sevilla.
- La Zona Arqueológica ubicada en la vereda Quirimará.
- Altos de La Popa y El Retiro.
- Iglesia parroquial de San José.
- Hacienda Trapiche Comunidad, para observar el proceso de transformar caña en panela.